# 苏波
苏波（1955年10月—），陕西岐山人。中华人民共和国政府官员。
1976年7月加入中国共产党。陕西机械学院（现西安理工大学）机制专业毕业，工学学士，高级工程师。历任机械工业部副处长、处长、规划研究院副院长、副司长，国家机械工业局副司长，国家经贸委副司长、司长等职。2004年1月任国家发展和改革委员会国家物资储备局局长，2008年1月任中纪委驻国家发展和改革委员会纪检组组长，2011年2月出任工业和信息化部副部长。2015年3月，改任中共中央纪委驻中共中央统战部纪检组组长。2018年1月，当选第十三届全国政协委员。